# Landkreis Trier-Saarburg
De Landkreis Trier-Saarburg is een Landkreis in de Duitse deelstaat Rijnland-Palts. De Landkreis telt 150.533 inwoners (31 december 2020) op een oppervlakte van 1.101,49 km². Het bestuur zetelt in de stad Trier die als Kreisfreie Stadt zelf geen deel uitmaakt van de Landkreis.

## Steden /Verbandsgemeinden
De volgende steden liggen in de Landkreis:
1. Hermeskeil
2. Konz
3. Saarburg
4. Schweich

Verbandsgemeinden:
1. Verbandsgemeinde Hermeskeil
2. Verbandsgemeinde Konz
3. Verbandsgemeinde Ruwer
4. Verbandsgemeinde Saarburg-Kell
5. Verbandsgemeinde Schweich an der Römischen Weinstraße

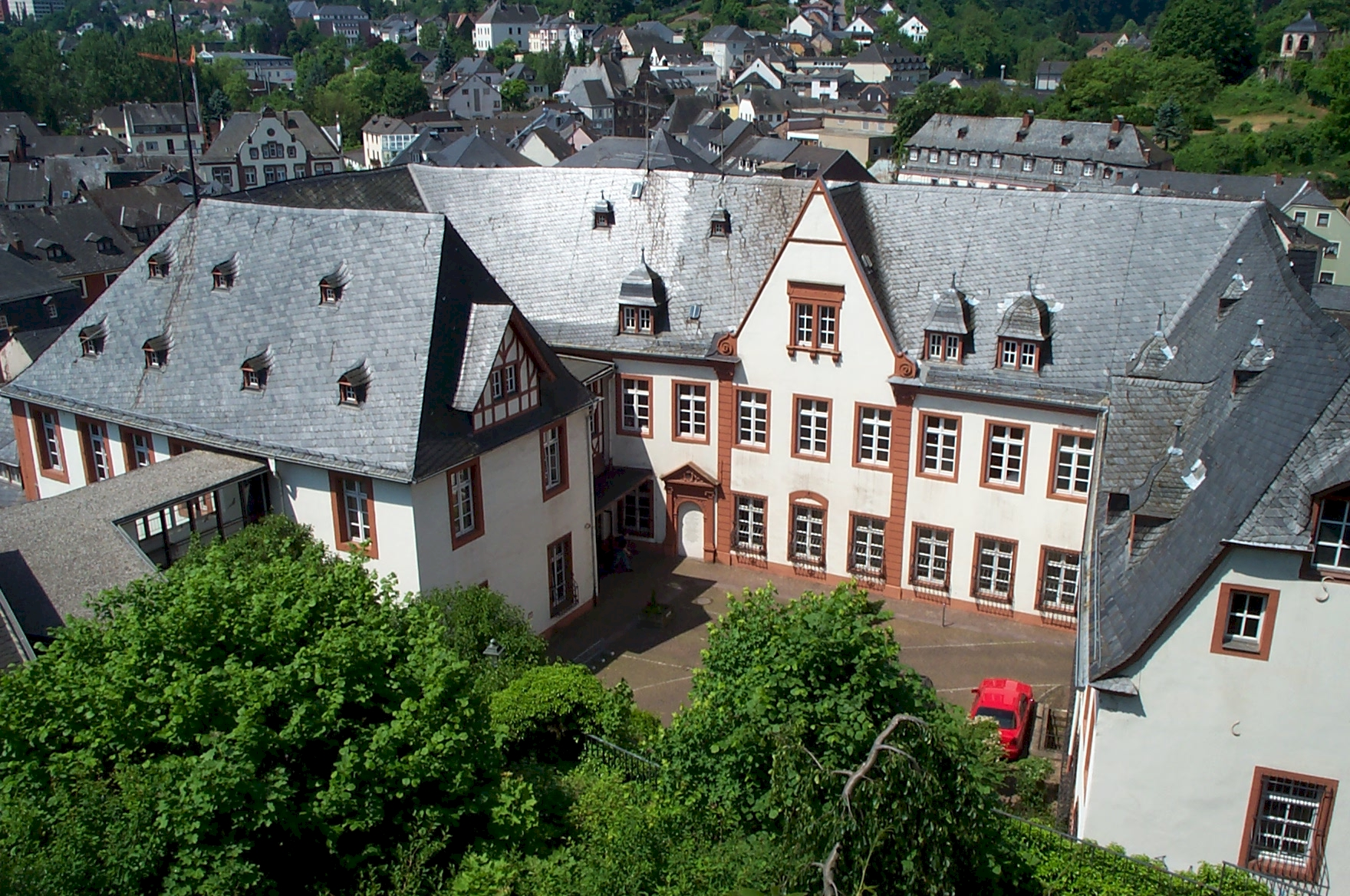
Kantoor van de Landkreis

6. Verbandsgemeinde Trier-Land